# Seven Sisters (pays de Galles)
Pour les articles homonymes, voir Seven Sisters.
Seven Sisters (en anglais) ou Blaendulais (en gallois) est un village et une communauté du borough de comté de Neath Port Talbot, au pays de Galles. Il est situé  dans le nord du borough de comté, dans la vallée de la Dulais (en), à une quinzaine de kilomètres au nord-est de la cité de Swansea.

## Démographie
Au recensement de 2011, la communauté de Seven Sisters comptait 2 123 habitants.